# 奥越ふれあい公園陸上競技場
奥越ふれあい公園陸上競技場（おくえつふれあいこうえんりくじょうきょうぎじょう）は、福井県大野市の奥越ふれあい公園内にある陸上競技場。

## 概要
全天候型舗装トラックで1周400m、8コースを持つ2種公認陸上競技場である。

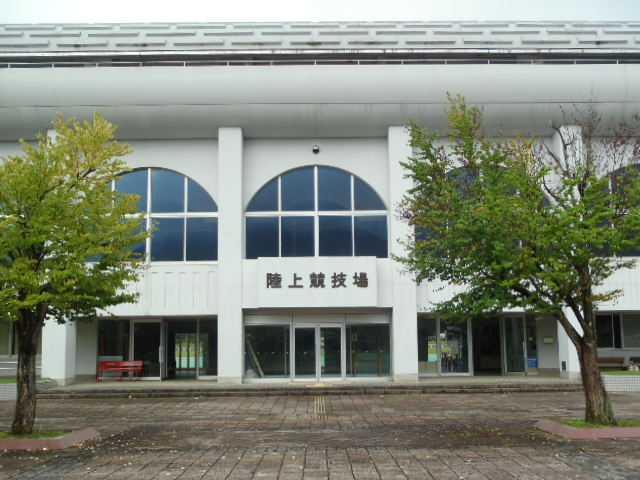
奥越ふれあい公園陸上競技場の正面入口

座席はメインスタンド（ベンチ席）のみ。

## 歴史
現在の陸上競技場の場所には大野競馬場（1950年廃止）があった。

## 公園内のその他の施設
- 多目的グラウンド
- テニスコート
- 芝生広場
- ゲートボール場
- ひろびろ広場
- おおらか池
- 子供の森

### 駐車場
乗用車627台、バス10台

## 交通アクセス

### 公共交通機関
- JR越前大野駅から徒歩25分

### 自家用車
- 北陸自動車道福井ICから約40分